# Овцын, Григорий Семёнович
Григорий Семёнович Овцын (? — 1604) — видный военный деятель, стольник, московский дворянин и воевода во время правления Ивана IV Васильевича Грозного, Фёдора Ивановича и Бориса Годунова.

## Биография
Состоял опричником в «особом дворе» Ивана Грозного, с денежным окладом 5 рублей. Присутствовал на свадьбе Ивана IV Грозного и Марфы Собакиной, назначен «скамейку с ковром нести» (1572). Сопровождал царя Ивана Грозного в Ливонском походе к Пайде (1572). Во время царского похода в Серпухов рында с рогатиной (апрель 1574). Служил по Можайску с окладом 450 четвертей (1577). Голова в осаждённом войсками Стефана Батория Пскове (1581—1582). Осадный воевода в Кукейносе (1582). Второй воевода в Ладоге (1584). Послан головой в Астрахань и служил там под командованием боярина и воевода князя Ф. М. Троекурова (1588). Возглавлял список костромских выборных с окладом 700 четвертей (1588/89 и 1602/03). Воевода в Самаре (1590), Дедилове: «город делал и в осаде сидел» (1591). Отправлен строить укрепления в Астрахани (1592), в том же году вернулся и был снова послан в Дедилов, где прослужил (до 1594). Воевода в Самаре (1594—1597). Прислан в Курск вместо воеводы А. Замыцкого (1601). Умер на воеводстве в Курске († 1604).
Его вдова Марья владела в Костромском уезде прожиточным поместьем в 100 четвертей (1616).